# 공아영
공아영은 대한민국 KBS의 기자이다.

## 경력
- 2003년 ~ 2024년: KBS 31기 공채 기자 입사
- KBS제주방송총국 기자
- KBS 보도본부 정치외교부 기자
- KBS 보도본부 사회부 기자
- KBS 보도본부 탐사보도팀 기자
- KBS 기자협회 회장(2018년 기준)
- 2024년 2월 29일~: KBS 퇴사